# الذريعات
الذرِيعَات قرية تقع بمعتمدية السبيخة بولاية القيروان من الوسط التونسي، وهي مركز عمادة. ترقيمها البريدي هو 3194.
1. ↑  "المناطق الترابية (العمادات) حسب الولايات والمعتمديات". اطلع عليه بتاريخ 2024-11-30.